# 신혜원
신혜원은 대한민국의 건축가(로컬디자인 건축가)이다. 학교를 졸업한 이후 런던, 베를린과 홍콩 등지에서 학생을 가르치다가 귀국하여 2006년부터 로컬디자인을 열어 대표로 활동하고 있다.  2020년 베니스비엔날레 제17회 국제건축전 한국관 전시를 총괄할 예술감독으로 선정되었다.

## 학력
- 연세대학교 건축공학과
- AA스쿨

## 경력
- 로컬디자인 대표
- 한국예술종합학교 겸임교수
- 홍콩중문대학교 부교수
- 호주 모나쉬 대학교 부교수